# カルビン・フォーシェイ
- カルビン・ファウチャー
- カルヴィン・フォーチャー

カルビン・フォーシェイ（Calvin Faucher, 英語発音: /ˈkælvən foʊˈʃeɪ/; 1995年9月22日 - ）は、アメリカ合衆国カリフォルニア州サンディエゴ郡チュラビスタ出身のプロ野球選手（投手）。右投右打。MLBのマイアミ・マーリンズ所属。

## 経歴

### プロ入りとツインズ傘下時代
2017年のMLBドラフト10巡目（全体286位）でミネソタ・ツインズから指名され、プロ入り。契約後、傘下のアパラチアンリーグのルーキー級エリザベストン・ツインズでプロデビュー。5試合に登板して3勝0敗1セーブ、防御率1.23、13奪三振を記録した。
2018年はA級シーダーラピッズ・カーネルズとA+級フォートマイヤーズ・ミラクルでプレーし、2球団合計で36試合に登板して4勝4敗3セーブ、防御率4.09、62奪三振を記録した。
2019年はA+級フォートマイヤーズでプレーし、34試合に登板して3勝2敗2セーブ、防御率4.42、61奪三振を記録した。
2020年はCOVID-19の影響でマイナーリーグの試合が開催されなかったため、公式戦の登板は無かった。
2021年は5月のマイナーリーグ開幕からAA級ウィチタ・ウィンドサージでプレーした。

### レイズ時代
2021年7月22日にジョー・ライアン、ドリュー・ストロットマンとのトレードで、ネルソン・クルーズと共にタンパベイ・レイズへ移籍した。移籍後は傘下のAA級モンゴメリー・ビスケッツとAAA級ダーラム・ブルズでプレーし、移籍前を含めた3球団合計で32試合（先発3試合）に登板して1勝1敗、防御率4.53、72奪三振を記録した。オフの11月19日にルール・ファイブ・ドラフトでの流出を防ぐために40人枠入りした。
2022年は開幕をAAA級ダーラムで迎え、5月9日にメジャー初昇格を果たした。同日のロサンゼルス・エンゼルス戦で救援登板してメジャーデビュー。しかし、大谷翔平に満塁本塁打を打たれるなど1.0イニングを5失点という結果となり、翌10日にAAA級ダーラムへ降格した。この年メジャーでは22試合に登板して2勝3敗1セーブ、防御率5.48、21奪三振を記録した。
2023年は17試合（先発4試合）に登板して1勝1敗、防御率7.01、25奪三振を記録した。オフの11月14日にDFAとなった。

### マーリンズ時代
2023年11月17日にエリック・ララ、アンドリュー・リンゼイとのトレードで、ビダル・ブルハーンと共にマイアミ・マーリンズへ移籍した。

## 詳細情報

### 年度別投手成績
| 年 度    | 球 団    | 登 板 | 先 発 | 完 投 | 完 封 | 無 四 球 | 勝 利 | 敗 戦 | セ 丨 ブ | ホ 丨 ル ド | 勝 率 | 打 者 | 投 球 回 | 被 安 打 | 被 本 塁 打 | 与 四 球 | 敬 遠 | 与 死 球 | 奪 三 振 | 暴 投 | ボ 丨 ク | 失 点 | 自 責 点 | 防 御 率 | W H I P |
| -------- | -------- | ----- | ----- | ----- | ----- | -------- | ----- | ----- | -------- | ----------- | ----- | ----- | -------- | -------- | ----------- | -------- | ----- | -------- | -------- | ----- | -------- | ----- | -------- | -------- | ------- |
| 2022     | TB       | 22    | 0     | 0     | 0     | 0        | 2     | 3     | 1        | 2           | .400  | 101   | 21.1     | 26       | 4           | 10       | 0     | 1        | 21       | 2     | 0        | 16    | 13       | 5.48     | 1.69    |
| 2023     | TB       | 17    | 4     | 0     | 0     | 0        | 1     | 1     | 0        | 1           | .500  | 120   | 25.2     | 31       | 4           | 12       | 0     | 1        | 25       | 4     | 0        | 20    | 20       | 7.01     | 1.68    |
| MLB：2年 | MLB：2年 | 39    | 4     | 0     | 0     | 0        | 3     | 4     | 1        | 3           | .429  | 221   | 47.0     | 57       | 8           | 22       | 0     | 2        | 46       | 6     | 0        | 36    | 33       | 6.32     | 1.68    |

- 2023年度シーズン終了時

### 年度別守備成績
| 年 度 | 球 団 | 投手（P） | 投手（P） | 投手（P） | 投手（P） | 投手（P） | 投手（P） |
| 年 度 | 球 団 | 試 合     | 刺 殺     | 補 殺     | 失 策     | 併 殺     | 守 備 率  |
| ----- | ----- | --------- | --------- | --------- | --------- | --------- | --------- |
| 2022  | TB    | 22        | 0         | 1         | 0         | 0         | 1.000     |
| 2023  | TB    | 17        | 0         | 3         | 1         | 0         | .750      |
| MLB   | MLB   | 39        | 0         | 4         | 1         | 0         | .800      |

- 2023年度シーズン終了時

### 背番号
- 58（2022年 - 2023年）
- 53（2024年 - ）